# Светско првенство у даљинском пливању 2009.
Светско првенство у даљинском пливању одржано је у оквиру 13. Светског првенства у воденим спортовима у Риму 2009. Такмичење је одржано од 21. јула до 25. јула, на плажи Осетија у Риму.

## Распоред такмичења
| Датум     | Дисциплина                 |
| --------- | -------------------------- |
| 21. јули  | 5 км жене, 5 км мушкарци   |
| 22. јули, | 10 км жене, 10 км мушкарци |
| 25. јули  | 25 км жене, 25 км мушкарци |

Напомена: Званично, даљинско пливање на отвореном требало се одржати према распореду у недељу, 19. јули (5 км ), 21. јула (10 км) и 23. јула (25 км), али је Одбор ФИНА 18. јула 2009. донео одлуку о измени распореда због лоших временских прилика у Осетији.

## Земље учеснице
У такмичењу је учествовали представници из 39 земаља. Италија и Мексико су учествовали са по 10 десет чланова. У шест дисциплина даљинског пливања учествовала су 154 такмичара.
| - Јужна Африка – 5 - Немачка – 7 - Антигва и Барбуда – 3 - Саудијска Арабија – 1 - Аустралија – 8 - Азербејџан – 2 - Белгија – 2 - Бразил – 7 - Бугарска – 2 - Канада – 6 - Чиле – 1 - Кина – 3 - Костарика – 1 | - Хрватска – 3 - Египат – 2 - Еквадор – 4 - Шпанија – 5 - САД – 7 - Француска – 9 - Грчка – 3 - Гватемала – 2 - Хонгконг – 1 - Мађарска – 3 - Израел – 2 - Италија – 10 - Република Македонија – 1 | - Мексико – 10 - Нови Зеланд – 2 - Холандија – 2 - Португалија – 3 - Чешка – 6 - Уједињено Краљевство – 7 - Русија – 8 - Словачка – 2 - Словенија – 2 - Швајцарска – 2 - Сирија – 1 - Украјина – 5 - Венецуела – 4 |

У следећој табели су приказани пебедници у свих 6 такмичарских дисциплина.

## Освајачи медаља

### Жене
| Дисциплине   | Злато                               | Злато     | Сребро                           | Сребро    | Бронза                     | Бронза    |
| ------------ | ----------------------------------- | --------- | -------------------------------- | --------- | -------------------------- | --------- |
| 5 км детаљи  | Мелиса Горман · Аустралија          | 56:55,8   | Лариса Илченко · Русија          | 56:56,3   | Полијана Окимото · Бразил  | 56:59,3   |
| 10 км детаљи | Кери-Ен Пејн · Уједињено Краљевство | 2:01:37,1 | Јекатерина Селиверстова · Русија | 2:01:38,0 | Мартина Грималди · Италија | 2:01:38,6 |
| 25 км детаљи | Ангела Мауер · Немачка              | 5:47:48,0 | Ана Уварова · Русија             | 5:47:51,9 | Федерика Витале · Италија  | 5:47:52,7 |

### Биланс медаља жене
| Ранг       | Држава               | Злато | Сребро | Бронза | Укупно |
| 1.         | Аустралија           | 1     | -      | -      | 1      |
| 1.         | Уједињено Краљевство | 1     | -      | -      | 1      |
| 1.         | Немачка              | 1     | -      | -      | 1      |
| 4.         | Русија               |       | 3      | -      | 3      |
| 5.         | Италија              | -     | -      | 2      | 2      |
| 5.         | Бразил               | -     | -      | 1      | 1      |
| Укупно (6) | Укупно (6)           | 3     | 3      | 3      | 6      |

### Мушкарци
| Дисциплине   | Злато                   | Злато     | Сребро                     | Сребро    | Бронза                    | Бронза    |
| ------------ | ----------------------- | --------- | -------------------------- | --------- | ------------------------- | --------- |
| 5 км детаљи  | Томас Лурц · Немачка    | 56:26,9   | Спиридон Јоанотис · Грчка  | 56:27,2   | Chad Ho · Јужна Африка    | 56:41,9   |
| 10 км детаљи | Томас Лурц · Немачка    | 1:52:06,9 | Ендри Гемел · САД          | 1:52:08,3 | Fran Crippen · САД        | 1:52:10,7 |
| 25 км детаљи | Valerio Cleri · Италија | 5:26:31,6 | Trent Grimsey · Аустралија | 5:26:50,7 | Владимир Дјатчин · Русија | 5:29:29,3 |

### Биланс медаља мушкарци
| Ранг       | Држава       | Злато | Сребро | Бронза | Укупно |
| 1.         | Немачка      | 2     | -      | -      | 2      |
| 2.         | Италија      | 1     | -      | -      | 1      |
| 3.         | САД          | -     | 1      | 1      | 2      |
| 4.         | Грчка        | -     | 1      | -      | 1      |
| 4.         | Аустралија   | -     | 1      | -      | 1      |
| 6.         | Јужна Африка | -     | -      | 1      | 1      |
| 6.         | Русија       | -     | -      | 1      | 1      |
| Укупно (7) | Укупно (7)   | 3     | 3      | 3      | 9      |

## Биланс медаља укупно
| Ранг       | Држава               | Злато | Сребро | Бронза | Укупно |
| 1          | Немачка              | 3     | 0      | 0      | 3      |
| 2          | Аустралија           | 1     | 1      | 0      | 2      |
| 3          | Италија              | 1     | 0      | 2      | 3      |
| 4          | Уједињено Краљевство | 1     | 0      | 0      | 1      |
| 5          | Русија               | 0     | 3      | 1      | 4      |
| 6          | САД                  | 0     | 1      | 1      | 2      |
| 7          | Гренланд             | 0     | 1      | 0      | 1      |
| 8          | Јужна Африка         | 0     | 0      | 1      | 1      |
| 8          | Бразил               | 0     | 0      | 1      | 1      |
| Укупно (9) | Укупно (9)           | 6     | 6      | 6      | 18     |